# Batu Tegi
Batu Tegi is een bestuurslaag in het regentschap Tanggamus van de provincie Lampung, Indonesië. Batu Tegi telt 1797 inwoners (volkstelling 2010).